# Woolastook Provincial Park
Woolastook Provincial Park är en tidigare  provinspark i New Brunswick i Kanada.[källa behövs] Den ligger vid Saint John-floden, cirka 20 kilometer väster om provinshuvudstaden Fredericton. Parken ägs av provinsen men hyrs ut till en privat entreprenör som sköter den.
År 1976 besökte drottning Elizabeth II och prins Philip parken under deras resa till New Brunswick.